# Tuskaroria
Tuskaroria is een geslacht van weekdieren uit de klasse van de Gastropoda (slakken).

## Soort
- Tuskaroria ultraabyssalis Sysoev, 1988